# Filip Kostić
Filip Kostić (serbisch-kyrillisch Филип Костић; * 1. November 1992 in Kragujevac, BR Jugoslawien) ist ein serbischer Fußballspieler. Der linke Flügelspieler wechselte 2014 nach Deutschland und kam für den VfB Stuttgart, den Hamburger SV und Eintracht Frankfurt zu knapp 250 Bundesligaspielen. Mit der Eintracht gewann er 2022 die Europa League und wurde zudem als bester Spieler des Wettbewerbs ausgezeichnet. Aktuell steht er bei Juventus Turin unter Vertrag.

## Karriere

### Verein

#### Bis 2014: Anfänge in Kragujevac und Groningen
Kostić gab als 16-Jähriger sein Profidebüt für den FK Radnički 1923 Kragujevac. Mit dem Verein stieg er 2010 von der drittklassigen Srpska Liga in die zweitklassige Prva Liga und in der Folgesaison in die erstklassige SuperLiga auf. Kostić erhielt nach der Saison 2011/12 einige Angebote aus dem Ausland und entschied sich für einen Wechsel zum niederländischen Erstligisten FC Groningen. Für diesen erzielte er in zwei Jahren 12 Tore in 50 Pflichtspielen.

#### 2014–2016: Stammspieler in Stuttgart

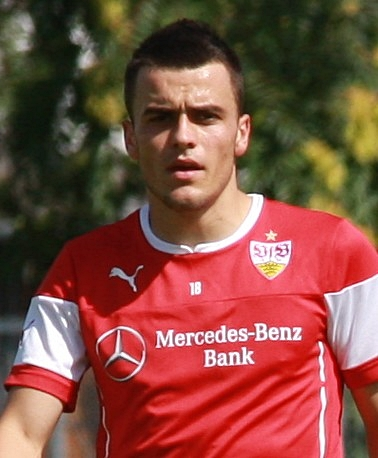
Kostić beim VfB Stuttgart (2014)

Nach Kontakt mit dem damaligen Sportdirektor Fredi Bobic wechselte Kostić zur Spielzeit 2014/15 zum Bundesligisten VfB Stuttgart, bei dem er einen Fünfjahresvertrag unterzeichnete. Dort wurde er sofort Stammspieler und erreichte mit der Mannschaft in der ersten Saison den Klassenerhalt. Zum Ende der Saison 2015/16 stieg er mit dem VfB Stuttgart in die 2. Bundesliga ab.

#### 2016–2018: Stammkraft beim Hamburger SV
Kostić wechselte zur Saison 2016/17 zum Bundesligisten Hamburger SV. Er erhielt einen bis zum 30. Juni 2021 datierten Fünfjahresvertrag und wurde mit einer gezahlten Ablösesumme von rund 14 Millionen Euro zum teuersten HSV-Transfer der Geschichte. In seiner ersten Saison gehörte der Serbe zu den Stammspielern und erreichte das Viertelfinale im DFB-Pokal, in dem man gegen Borussia Mönchengladbach ausschied. In der Liga kämpfte man gegen den Abstieg, allerdings gelang dem HSV am letzten Spieltag mit einem 2:1-Heimsieg gegen den ebenfalls relegationsbedrohten VfL Wolfsburg der direkte Klassenerhalt – Kostić erzielte den Treffer zum 1:1. Auch in der Folgesaison war er Teil der Stammelf, doch diesmal stieg der HSV erstmals aus der Bundesliga ab.

#### 2018–2022: Durchbruch und Europa-League-Sieger in Frankfurt

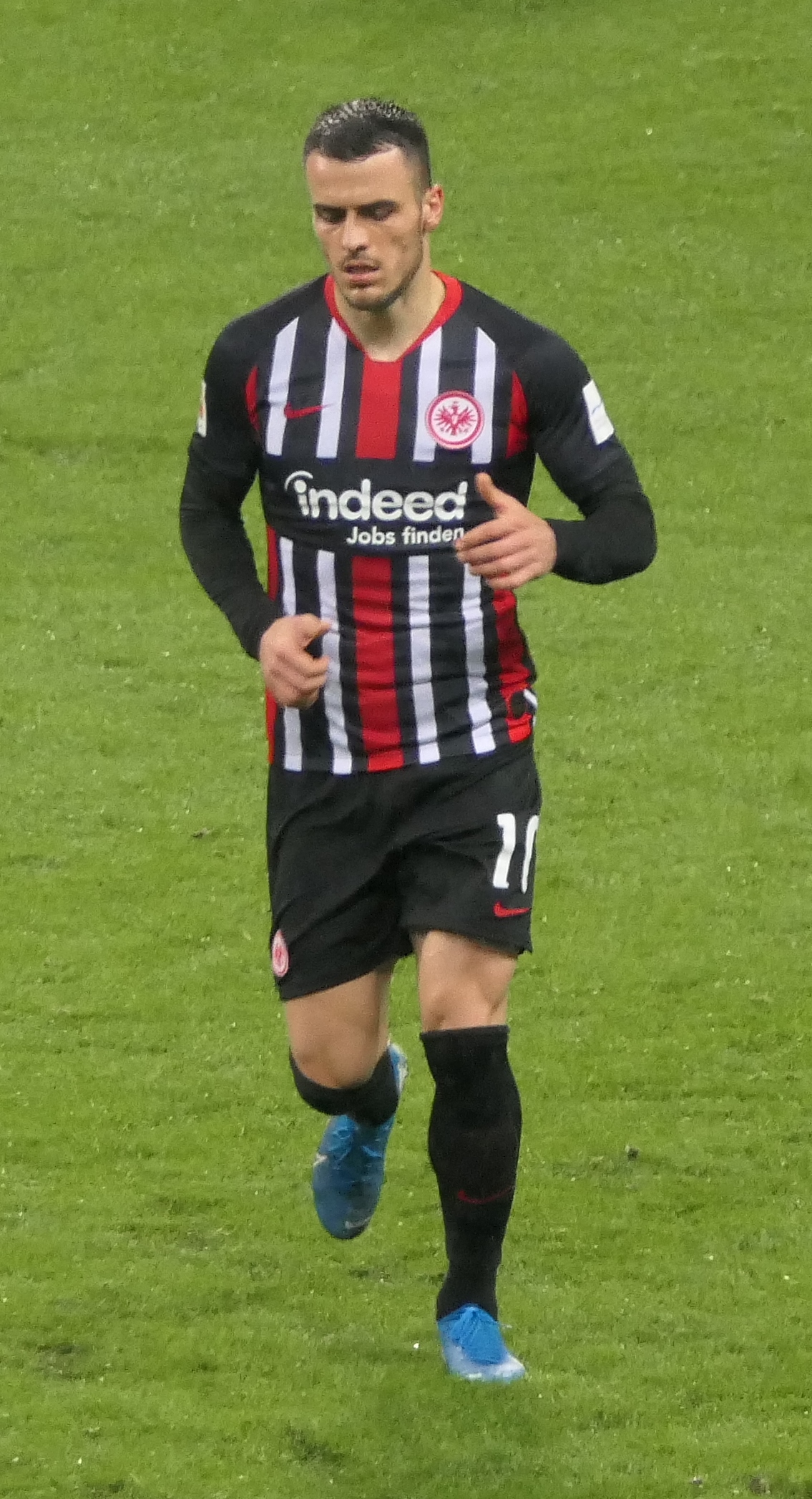
Kostić im Trikot von Eintracht Frankfurt (2019)

Im August 2018 wechselte Kostić für zwei Jahre auf Leihbasis mit Kaufoption zum Bundesligisten Eintracht Frankfurt, bei dem Fredi Bobic mittlerweile als Vorstand Sport tätig war. Unter Adi Hütter erarbeitete er sich sofort einen Stammplatz auf der linken Außenbahn und kam in seiner ersten Saison in Frankfurt in jedem Bundesligaspiel zum Einsatz. Darüber hinaus lief er für die Eintracht in vier Gruppenspielen der Europa League auf, die der Verein als erste deutsche Mannschaft überhaupt mit sechs Siegen beendete. In der K.o.-Runde stand der Serbe in jedem Spiel auf dem Feld und erreichte mit den Frankfurtern das Halbfinale, in dem sie im Elfmeterschießen dem FC Chelsea unterlagen. Insgesamt kam der Serbe in seiner ersten Spielzeit bei der Eintracht auf 46 Pflichtspieleinsätze mit 10 Torerfolgen sowie 13 Assists. Im Mai 2019 zog die Eintracht die Kaufoption und schloss mit Kostić einen langfristigen Vertrag ab. Auch in der Spielzeit 2019/20 war er Dauerbrenner in Frankfurt und kam zu 50 Pflichtspieleinsätzen mit 12 erzielten Treffern und 18 Vorlagen; dabei erreichte er mit seiner Mannschaft das Achtelfinale in der Europa League, das Halbfinale im DFB-Pokal sowie den 9. Tabellenplatz in der Meisterschaft. Ende September 2020 zog sich der Serbe einen Innenbandanriss zu und fiel über einen Monat aus. Dadurch brachte er es in der ersten Jahreshälfte der Saison 2020/21 zu lediglich 9 Pflichtspieleinsätzen mit einer Torvorlage. Insbesondere aufgrund der leihweisen Verpflichtung seines ehemaligen Teamkollegen und Landsmannes Luka Jović blühte Kostić Anfang 2021 auf und verhalf seiner Mannschaft mit zahlreichen Torbeteiligungen zum zwischenzeitlichen Sprung auf einen Champions-League-Rang, der am Saisonende in einen fünften Platz und damit der erneuten Teilnahme an der Europa League mündete. Im März 2021 wurde er als Spieler des Monats in der Bundesliga ausgezeichnet, zudem wurde er am Saisonende in die Mannschaft der Saison der Vereinigung der Vertragsfußballspieler gewählt.
Trotz zahlreicher Wechselgerüchte in der Sommertransferperiode 2021, an deren Ende Kostić einen Wechsel zu Lazio Rom forciert hatte, verblieb der Serbe letztlich bei der Eintracht. Auch Frankfurts neuer Trainer Oliver Glasner setzte in der Spielzeit 2021/22 auf die Dienste des Serben auf der linken Außenbahn. Wettbewerbsübergreifend kam er in 43 Pflichtspielen zum Einsatz, in denen er 7 Tore und 15 Vorlagen sammelte. In der Europa League stand er mit einer Ausnahme in jedem Spiel seiner Mannschaft über die volle Spielzeit auf dem Feld und stieß mit ihr als Gruppenerster nach Siegen in der K.o.-Runde gegen Betis Sevilla, den FC Barcelona und West Ham United bis ins Finale vor. Das Endspiel am 18. Mai 2022 gegen die Glasgow Rangers ging mit einem 1:1 ins Elfmeterschießen, in dem Kostić der Eintracht mit einem verwandelten Versuch zum Titelgewinn verhalf. Zwei Tage nach dem Endspiel wurde Kostić von der UEFA ins Team der Saison aufgenommen sowie als bester Spieler des Wettbewerbs ausgezeichnet.
Aufgrund seiner Spielweise und seines Kampfgeistes galt Kostić in Frankfurt als Publikumsliebling.

#### Seit 2022: Juventus Turin und Fenerbahçe Istanbul
Am ersten Spieltag der neuen Bundesligasaison kam Kostić letztmals für Eintracht Frankfurt zum Einsatz. Beim anschließenden UEFA Super Cup fehlte der Serbe aufgrund eines anstehenden Wechsels in die italienische Serie A zu Juventus Turin. Am 12. August 2022 wurde der Transfer kurz vor dem Beginn der Serie-A-Saison 2022/23 offiziell. Der italienische Rekordmeister zahlte eine Ablösesumme in Höhe von 12 Millionen Euro, die sich durch Bonuszahlungen um bis zu 3 Millionen Euro erhöhen kann. Kostić, dessen Vertrag bei Eintracht Frankfurt am Saisonende ausgelaufen wäre, unterschrieb einen Vertrag mit einer Laufzeit bis zum 30. Juni 2026. Im Gegenzug wechselte Luca Pellegrini auf Leihbasis nach Frankfurt.
Nachdem Kostić in den Planungen des im Sommer 2024 neu verpflichteten Juventus-Trainers Thiago Motta keine Rolle gespielt hatte, wechselte er am 8. September 2024 auf Leihbasis zu Fenerbahçe Istanbul in die türkische Süper Lig. Für die Türken absolvierte er während der Leihe 35 Pflichtspiele und erzielte dabei zwei Tore.

### Nationalmannschaft

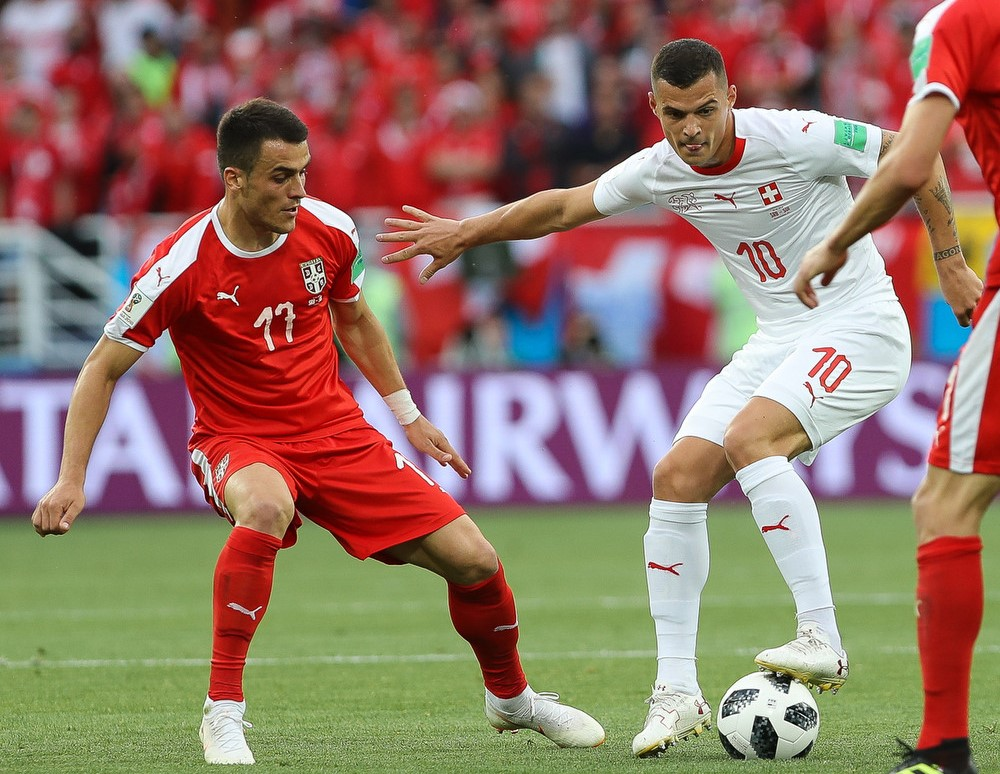
Kostić (links) bei der WM 2018 im Zweikampf mit Granit Xhaka

Kostić absolvierte am 9. Oktober 2010 für die serbische U19-Nationalmannschaft in der Qualifikationsrunde für die U19-Europameisterschaft 2011 gegen die Auswahl Luxemburgs sein erstes Pflicht-Länderspiel. Für die U21-Nationalmannschaft erzielte er in der Qualifikation für die U21-Europameisterschaft 2015 im entscheidenden Play-off-Rückspiel gegen den Titelverteidiger Spanien am 14. Oktober 2014 in der Nachspielzeit den Treffer zum 2:1-Sieg, durch den sich Serbien für das EM-Turnier in Tschechien qualifizierte.
Sein Debüt in der A-Nationalmannschaft gab Kostić am 7. Juni 2015 in der Startaufstellung gegen die Auswahl Aserbaidschans. Sechs Tage später absolvierte er in der Qualifikation für die Europameisterschaft 2016 gegen die Auswahl Dänemarks sein erstes A-Pflichtländerspiel. Im Juni 2018 wurde Kostić von Nationaltrainer Mladen Krstajić in den serbischen Kader für die Weltmeisterschaft 2018 in Russland berufen. Im Turnier kam er in allen 3 Gruppenspielen seiner Mannschaft zum Einsatz, die als Gruppendritter ausschied.

## Erfolge
Eintracht Frankfurt
- Europa-League-Sieger: 2022

Juventus Turin
- Coppa-Italia-Sieger: 2024

Persönliche Auszeichnungen
- Spieler des Monats in der Bundesliga: März 2021
- Mitglied der VDV 11: 2020/21
- Bester Spieler und Aufnahme ins Team der Saison der Europa League: 2022

## Persönliches
Kostić wuchs mit einem Bruder in seiner Geburtsstadt Kragujevac auf. Er nennt Michael Ballack als ein fußballerisches Vorbild.